# Asperula aristata
Asperula aristata é uma espécie de planta com flor pertencente à família Rubiaceae.
A autoridade científica da espécie é L. f., tendo sido publicada em Supplementum Plantarum 120. 1781 (1782).

## Portugal
Trata-se de uma espécie presente no território português, nomeadamente os seguintes táxones infraespecíficos:
- Asperula aristata var. scabra - presente em Portugal Continental. Em termos de naturalidade é nativa da região atrás referida. Não se encontra protegida por legislação portuguesa ou da Comunidade Europeia.